# Pheidole oswaldi
Pheidole oswaldi är en myrart som beskrevs av Auguste-Henri Forel 1891. Pheidole oswaldi ingår i släktet Pheidole och familjen myror.

## Underarter
Arten delas in i följande underarter:
- P. o. decollata
- P. o. oswaldi

## Bildgalleri

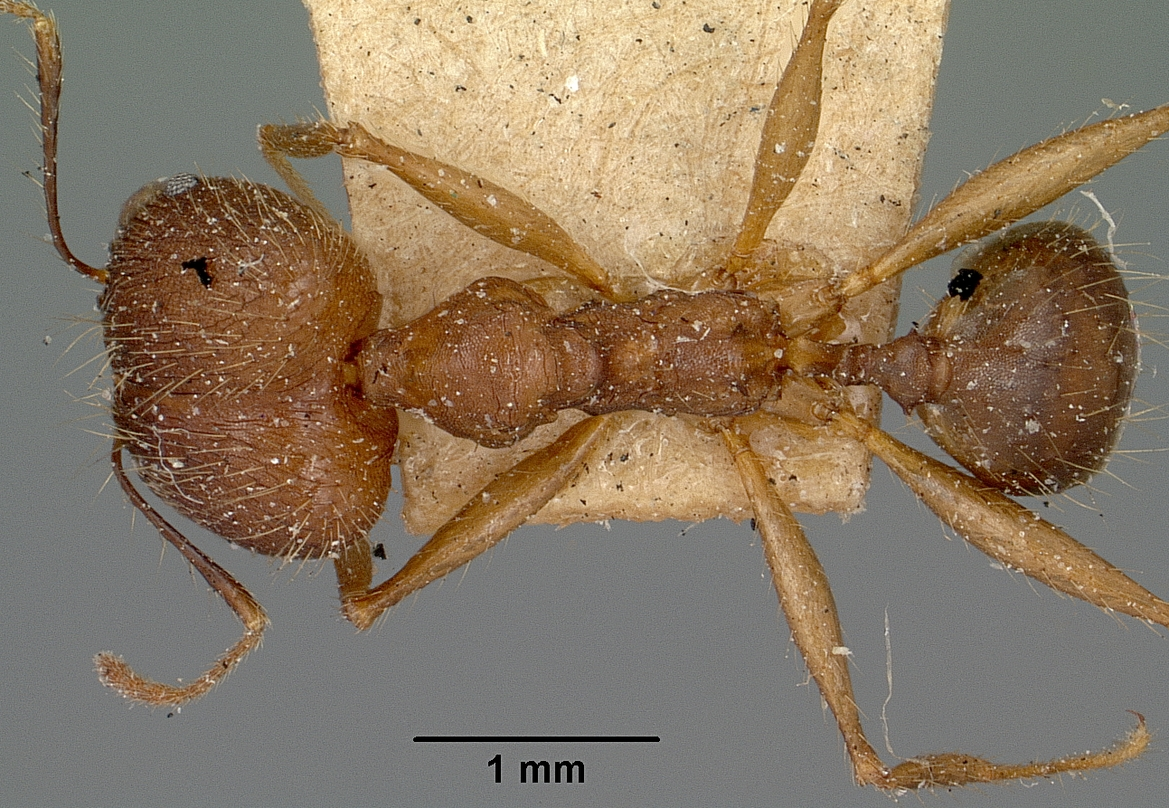
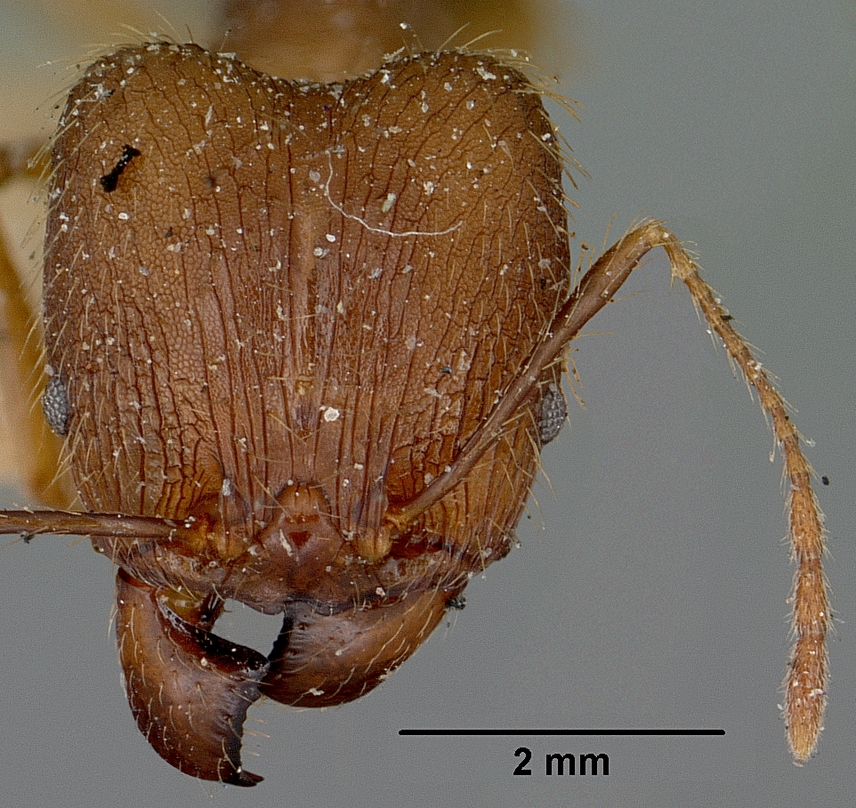
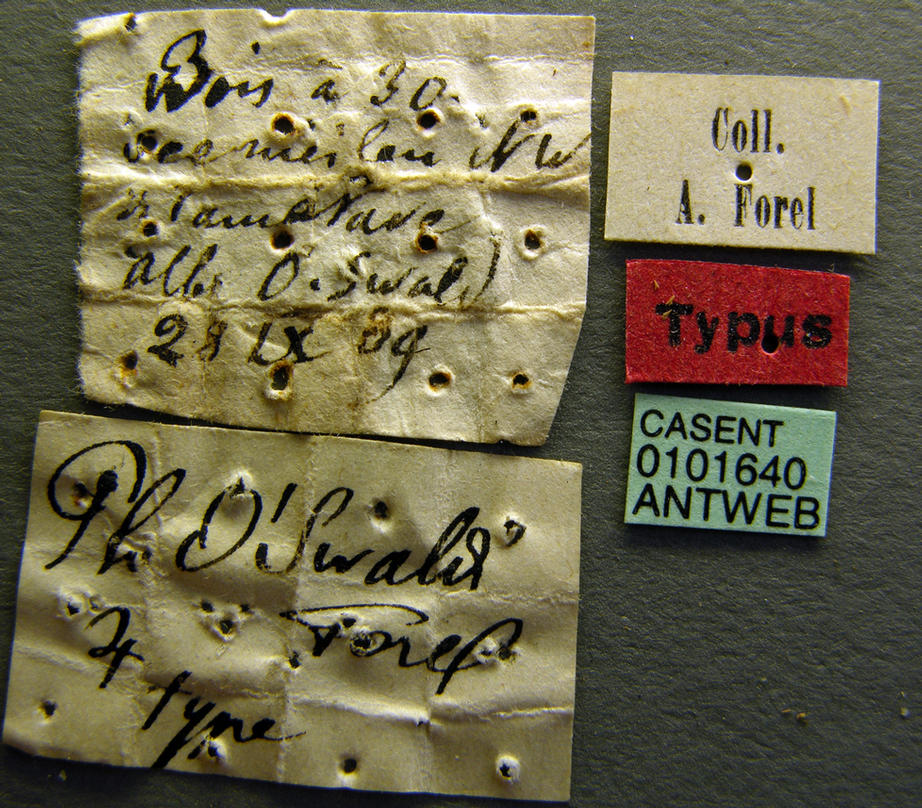
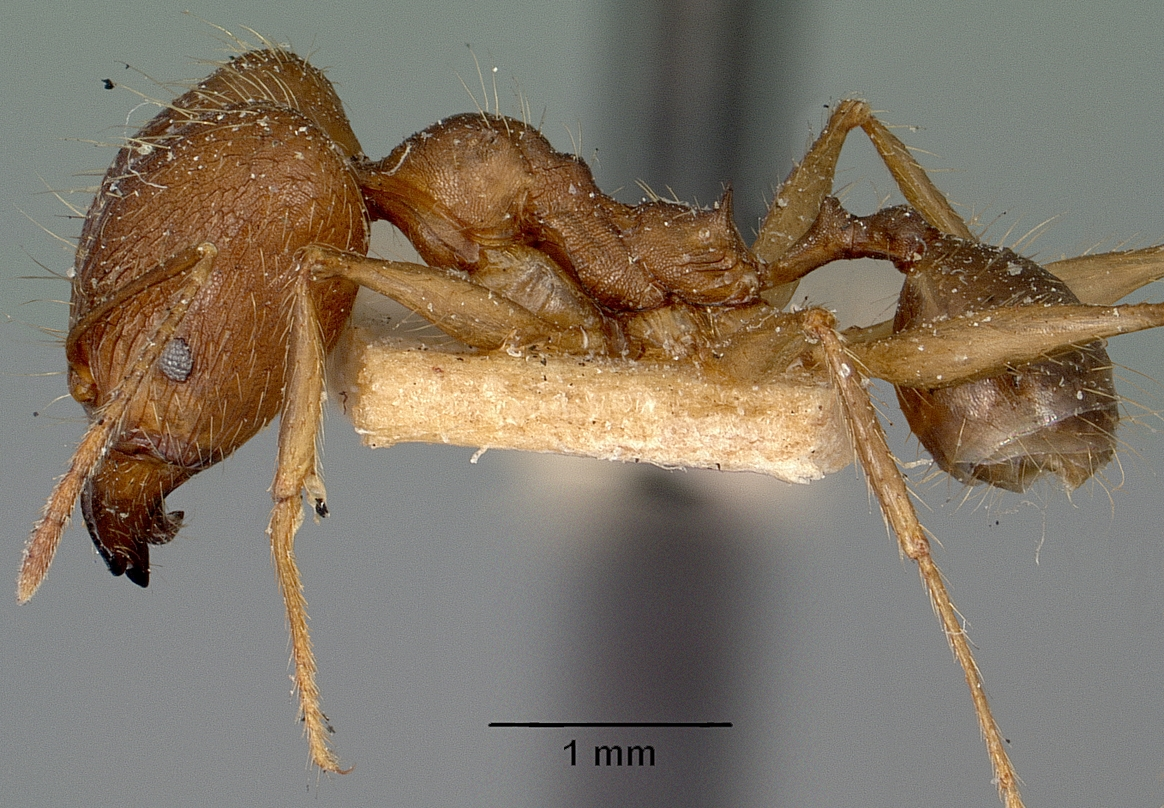
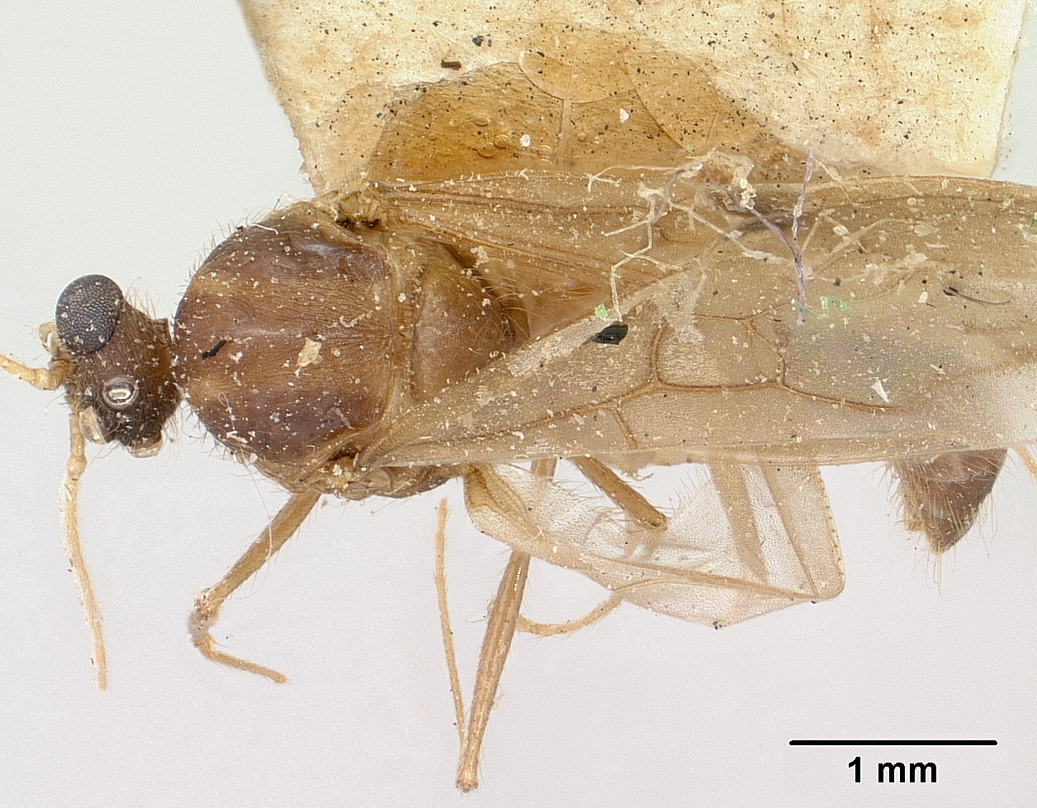
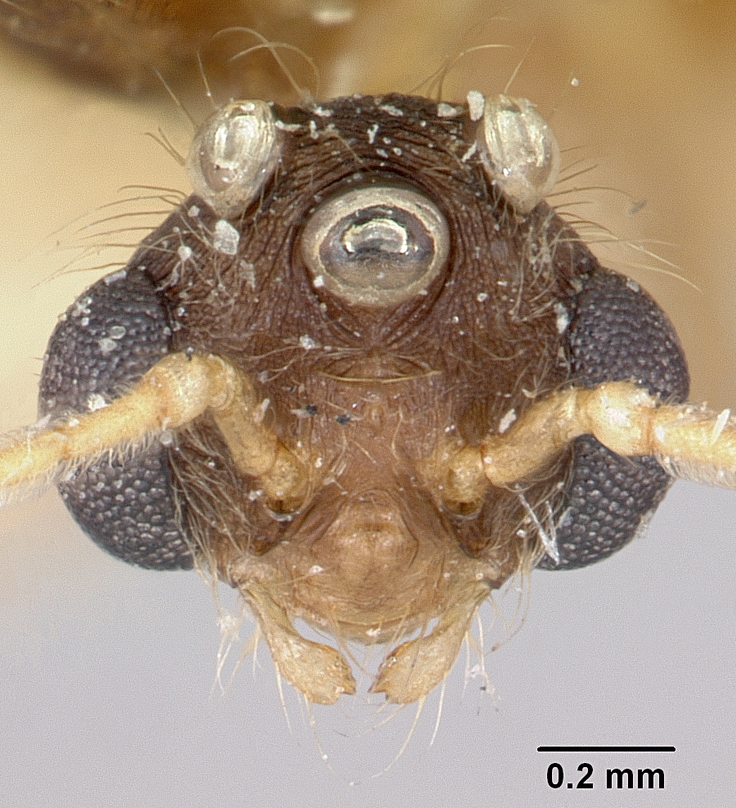